# Alain Penz
Alain Penz nació el 30 de octubre de 1947 en Sallanches (Francia), es un esquiador retirado que ganó 2 Copas del Mundo en disciplina de Eslalon y 5 victorias en la Copa del Mundo de Esquí Alpino (con un total de 12 podiums).

## Resultados

### Juegos Olímpicos de Invierno
- 1968 en Grenoble, Francia
  - Eslalon: 8.º
- 1972 en Sapporo, Japón
  - Eslalon Gigante: 9.º

### Campeonatos mundiales
- 1968 en Grenoble, Francia
  - Eslalon: 8.º
- 1970 en Val Gardena, Italia
  - Eslalon: 5.º
  - Eslalon Gigante: 9.º

### Copa del Mundo

#### Clasificación general Copa del Mundo
- 1966-1967: 27.º
- 1967-1968: 44.º
- 1968-1969: 5.º
- 1969-1970: 5.º
- 1970-1971: 14.º
- 1971-1972: 15.º

#### Clasificación por disciplinas (Top-10)
- 1968-1969:
  - Eslalon: 1.º
  - Eslalon Gigante: 6.º
- 1969-1970:
  - Eslalon: 1.º
  - Eslalon Gigante: 7.º
- 1970-1971:
  - Eslalon: 7.º
- 1971-1972:
  - Eslalon: 7.º

#### Victorias en la Copa del Mundo (5)

##### Eslalon Gigante (1)
| Fecha                 | Lugar     |
| --------------------- | --------- |
| 27 de febrero de 1970 | Vancouver |

##### Eslalon (4)
| Fecha                 | Lugar           |
| --------------------- | --------------- |
| 26 de enero de 1969   | Megeve          |
| 22 de febrero de 1970 | Jackson Hole    |
| 28 de febrero de 1970 | Vancouver       |
| 6 de marzo de 1970    | Heavenly Valley |